# Carl Brashear
Carl Maxie Brashear (Zinnia, Kentucky, 19 de enero de 1931-Portsmouth, Virginia, 25 de julio de 2006) fue el primer afroestadounidense en convertirse en maestro de buceo de la Marina de los Estados Unidos, en 1970.

## Carrera en la Marina de los Estados Unidos
Brashear se alistó en la Armada de los Estados Unidos el 25 de febrero de 1948, poco después de que la Marina aboliera la segregación. Se graduó de la Escuela de Buceo en 1954, convirtiéndose en Buceador de la Marina de los Estados Unidos. No fue el primer buceador afrodescendiente de la Marina de los Estados Unidos, aunque sí el primero en graduarse de la Escuela de Buceo y Salvamento de la Marina de los Estados Unidos. Durante la guerra de Secesión Americana, en la cual un tercio de la Marina estadounidense fue afrodescendiente, también figuraron buceadores afroamericanos que desempeñaron servicios que en el siglo XX serían considerados relacionados con el buceo. El contramaestre Brashear fue el primer maestro de buceo afrodescendiente en la Marina de los Estados Unidos. También fue el primer buceador amputado en ser certificado o recertificado como buceador de la Marina de los Estados Unidos.

## Accidente
La gran oportunidad se presenta en la búsqueda de las bombas nucleares perdidas en el Incidente de Palomares, 130 km al suroeste de la ciudad de Murcia (España), en una carrera contrarreloj para encontrarlas antes que los soviéticos. Sin embargo Brashear sufrió un accidente: mientras la cabeza nuclear era izada, una de las cadenas se rompió y Brashear, salvando la vida a dos marineros, sufrió un accidente que le destrozó la pierna izquierda entre la rodilla y el pie.

## Vida familiar
Brashear contrajo matrimonio tres veces: con Junetta Wilcoxson en 1952, divorciado en 1978; con Hattie R. Elam en 1980, divorciado en 1983; y con Jeanette A. Brundage en 1985, divorciado en 1987. Tuvo cuatro hijos: Shazanta, DaWayne, Phillip y Patrick.

## Muerte
El 25 de julio de 2006, Carl Brashear falleció por un fallo respiratorio y coronario en el Portsmouth Naval Medical Center, en Portsmouth (estado de Virginia).

## Condecoraciones y medallas
- Medalla de la Armada y del Cuerpo de Marines
- Navy Commendation Medal
- Navy Achievement Medal
- Medalla de Buena Conducta con 1 de plata y 2 de bronce (Servicio Estrella)
- National Defense Service Medal
- Armed Forces Expeditionary Medal
- China Service Medal
- Korean Service Medal
- Navy Occupation Service Medal
- Presidential Unit Citation (US)|Navy and Marine Corps Presidential Unit Citation
- United Nations Service Medal
- Korean War Service Medal

## Otros honores
- El 24 de octubre de 2007, el Departamento de Bomberos de Newport News, Virginia, dedicó un bote antiincendios de 30 pies de alta velocidad nombrado Carl Brashear para ser utilizado por sus Equipos de Respuesta a Incidentes de Buceo y Marina (Dive and Marine Incident Response Teams).
- En septiembre 18 del año 2008, en San Diego, California, es botada la USNS Carl Brashear, de la clase Lewis and Clark(T-AKE-7), nombrada en su honor.[1] General Dynamics entrega la nave terminada en su totalidad a la Armada de los Estados Unidos de América el 4 de marzo de 2009.[2]
- En enero de 2016 la Marca Relojera Oris presentó su reloj de buceo en bronce edición limitada de 2000 ejemplares "Carl Brashear".

## En la cultura popular

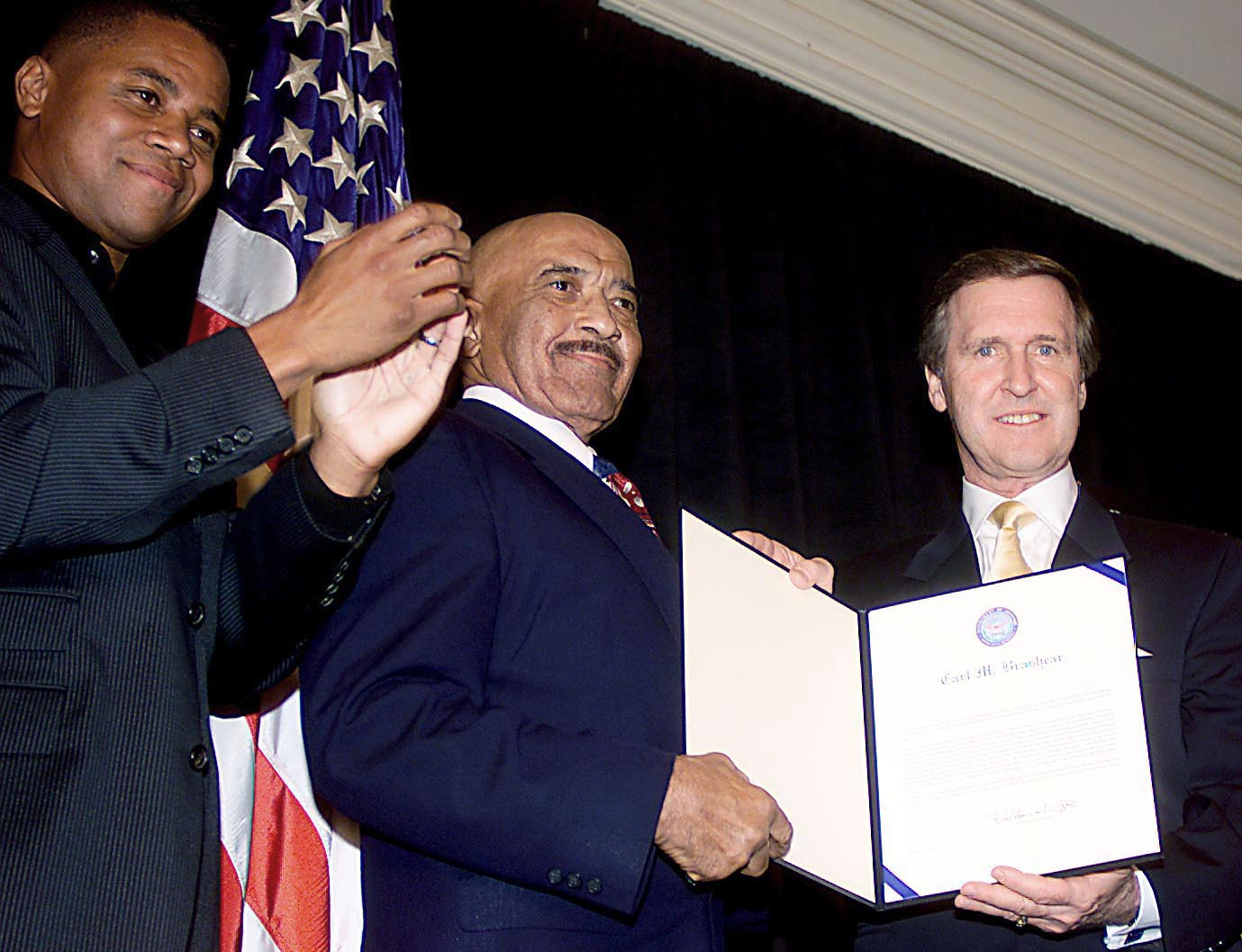
Carl Brashear homenajeado por Cuba Gooding, Jr.

En el 2000, su servicio militar fue retratado por Cuba Gooding, Jr., en la película Hombres de Honor.